# Манаф
Манаф (араб. مناف‎) — божество древнеарабского пантеона. Почитался во всей Северной и Центральной Аравии, в Мекке был одним из важнейших богов. Функции Манафа точно не выяснены, предположительно, отождествлялся с Зевсом из древнегреческого пантеона. Значение имени «Манаф» интерпретируется как «высокий», что может характеризовать его как астральное божество. Известно, что статуя Манафа была предметом поклонения женщин, но во время менструаций им запрещалось находиться рядом со статуей.